# تل باشر
تل باشر (سریانی: Tel Bshir)، نام منطقه و دژی است در ترکیه امروزی و در استان غازی‌عینتاب واقع شده‌است. این دژ در طی قرون میانه و جنگ‌های صلیبی به خصوص جنگ صلیبی دوم، محلی برای درگیری بین صلیبیون و مسلمانان بوده‌است.